# Kvartsamtalet
Kvartsamtalet är ett intervjuprogram som produceras av Alaska film och TV och sänds av Sveriges Television på SVT Play. I de första två säsongerna intervjuades en person av programledaren Parisa Amiri. I den tredje säsongen var Assia Dahir programledare.

## Om programmet
I varje program samtalar hon med en person. Samtalen utgår från ett par fasta punkter, som inleds med Enkäten motsvarande frågorna i en "Mina vänner-bok" och avslutades med Framtidsrubriker. I det första fallet några påståenden med en blankrad som ska fyllas i, som "Jag heter___" och "Jag har gjort mig känd på att vara jättebra på att____". Framtidsrubriker är rubriker som anspelar på den intervjuades personlighet eller tidigare aktivitet där "sannolikheten" för att rubriken slår in diskuteras. Programmen är ungefär en kvart långa. De har en underrubrik som består av ett citat från samtalet.

## Säsong 1
Den första säsongen bestod av sju avsnitt som släpptes på SVT Play 2 september 2020, och de intervjuade och respektive underrubrik var:
- Anders Ygeman: "De satt på politiskt guld"
- Nanna Blondell: "Auditionvideon kom till i mitt vardagsrum"
- Jesper Rönndahl: "Jag vill bli riks-besserwisser"
- Lotta Lundgren: "Som att göra en bäbis med en annan kille"
- Jason Diakité: "Vilket ramaskri det skulle bli"
- Ebba Busch: "Jag är en no ass-politician"
- Bianca Ingrosso: "Kamerateamet ska vara med när jag föder"

## Säsong 2
Den andra säsongen bestod av 8 avsnitt som släpptes parvis på SVT Play i tre söndagar under november 2021. De intervjuade var:
- Niklas Strömstedt: "Jag skiter fullständigt i skvallret", 28 november.
- Alexandra Pascalidou: "Jag är så provocerande ibland", 28 november.
- Daniela Rathana: "Jag censurerar mig aktivt", 21 november.
- Carl Bildt: "Bugg-låten var ett misstag", 21 november.
- Alexander Abdallah: "Jag blev utstött av mina vänner", 14 november.
- Pernilla Wahlgren: "Risken finns att folk tröttnar på en", 14 november.
- Kodjo Akolor: "Man kanske ska börja med att avskeda mig", 7 november.
- Mona Sahlin: "Listan är lång på saker jag ångrar", 7 november.

## Säsong 3
Den tredje säsongen bestod av 8 avsnitt som samtliga släpptes 4 oktober 2022 på SVT Play. De intervjuade var:
- Benjamin Ingrosso: "Äh, Bianca får ta notan ibland".
- Isabella Löwengrip: "Därför föll mitt bolagsimperium".
- Mauri Hermundsson: "Jag var katastrofalt dålig".
- Omar Rudberg: "Fuck Sverige, jag vill härifrån!".
- Cherrie; "Jag är den besvikna storasystern".
- Karin "Kakan" Hermansson: "Det hade jag aldrig gjort idag".
- Victoria Silvstedt: "Dump the Trump".
- Jens Lapidus: "Bror, brushan, bre, brate".